# Donald Leslie
Donald James Leslie (13. april 1911 i Danville, Illinois – 2. september 2004 i Altadena, Californien) skabte og fremstillede Leslie-højttaleren, som forbedrede lyden af Hammondorgelet og derved bidrog til at raffinere den elektroniske populærmusik.
Leslies arbejde var baseret på erfaringer, han havde fået på andre arbejdspladser, herunder reparation af radioer og arbejde på Naval Research Laboratory i Washington, DC under 2. verdenskrig.

## Lesliehøjttaleren
Da Leslie præsenterede Hammond-firmaet for sin håndbyggede orgelhøjttaler, afviste selskabet ham. Leslie valgte derefter selv at fremstille sin højttaler. Den skulle overvejende anvendes til liturgiske og evangeliske kirkeorgler og skabe tremolovirkning som i et kinoorgel. Den blev brugt i Hammond Tone Wheel Organ såvel som andre fra 1940'erne op til i dag. Den endelige version af Leslie-højttaleren har bashøjttaleren placeret over en roterende tragt, hvorigennem lyden spredes i rummet, mens diskanthøjttaleren er monteret i en spindende rotor med en smal åbning, hvilket giver en kinoorgel-agtig tremololyd. Lesliesystemet blev også anvendt i den psykedeliske musik og rock musik fra 1960'erne og 1970'erne. Det har siden vundet indpas i andre musikgenrer, herunder popmusik og jazz. Ikke før i 1980'erne begyndte Hammond at bygge Leslies højttalere ind i deres orgler.
Leslie blev optaget i American Music Conference Hall of Fame i 2003.